# Zagriadskoje
Zagriadskoje (ros. Загрядское) – wieś (ros. деревня, trb. dieriewnia) w zachodniej Rosji, w sielsowiecie kostielcewskim rejonu kurczatowskiego w obwodzie kurskim.

## Geografia
Miejscowość położona jest 6,5 km od centrum administracyjnego sielsowietu kostielcewskiego (Kostielcewo), 17,5 km od centrum administracyjnego rejonu (Kurczatow), 48 km od Kurska.
W granicach miejscowości znajduje się ulica Pobiedy.

## Demografia
W 2010 r. miejscowość nie była zamieszkana.